# Dear World
Dear World és un musical amb llibret de Jerome Lawrence i Robert E. Lee  i música i lletres de Jerry Herman. Amb la seva estrena, Herman es va convertir en el primer compositor-lletrista de la història en tenir tres produccions simultànies a Broadway. Va ser protagonitzada per Angela Lansbury, que va guanyar el Premi Tony a la millor actriu protagonista de musical el 1969 per la seva interpretació com a comtessa Aurelia.
Basat en l'obra de teatre de Jean Giraudoux The Madwoman of Chaillot, adaptada per Maurice Valency, se centra en les comtesses Aurelia, Constance i Gabrielle, que intenten detenir els empresaris de perforar petroli al barri parisenc de Chaillot. Les forces de l'idealisme, l'amor i la poesia guanyen les de l'avarícia, el materialisme i la ciència.

## Produccions i antecedents
El musical va tenir un període de prèvies molt problemàtic que va incloure diversos canvis en el guió i la partitura. Lucia Victor, ajudant de Gower Champion i directora de diversos revivals, incloent Hello, Dolly!, va ser contractada com a directora, però va renunciar poc després, a causa de les "diferències artístiques" amb l'estrella del musical, Angela Lansbury, i els autors, segons The New York Times. Peter Glenville va ser llavors contractat, però va renunciar després de ressenyes negatives durant els assajos a Boston, Massachusetts. El productor Alexander H. Cohen va afirmar (en un article a The New York Times del 19 de novembre de 1968) que "no hi havia friccions entre el senyor Glenville i la senyoreta Lansbury, el compositor, els autors o el productor ... s'havia fet un acord previ amb el senyor Glenville per dirigir l'espectacle només la setmana passada." El director final de l'espectacle, Joe Layton, va ser llavors contractat, substituint també al coreògraf Donald Saddler.
El musical es va estrenar a Broadway al Mark Hellinger Theatre el 6 de febrer de 1969 i es va tancar el 31 de maig de 1969 després de 132 representacions i 45 estrenes. L'espectacle va ser dirigit i coreografiat per Joe Layton, el disseny escènic va ser d'Oliver Smith, el vestuari va ser de Freddy Wittop i el disseny d'il·luminació va ser de Jean Rosenthal .

### Produccions posteriors
Concebut originalment com un musical de cambra, Dear World va ser víctima d'una producció massiva que va aclaparar efectivament la simplicitat del conte original. Després del tancament de Broadway, Herman, Lawrence i Lee van reescriure l'espectacle, "posant de nou la intimitat que havia estat minada a Broadway".
Es va produir una versió revisada a Goodspeed Musicals (Connecticut) al novembre-desembre del 2000, amb Sally Ann Howes com a Aurelia. Aquesta versió tenia un llibre revisat de David Thompson i tres cançons escrites després del tancament del musical. El 42nd Street Moon va organitzar una versió de concert a San Francisco, del 6 al 24 de setembre del 2000. Aquesta producció va utilitzar la revisió de Herman, Lawrence i Lee
Una altra versió revisada es va produir al teatre Sundance (Utah) de juny a agost de 2002 amb Maureen McGovern interpretant a Aurelia. Thompson havia revisat la seva versió anterior del llibret.
L'estrena canadenca d'aquesta versió revisada va ser presentada per la Toronto Civic Light Opera Company el maig de 2012. Dirigida per Joe Cascone, la producció va tenir com a protagonista Barbara Boddy com a Aurelia, David Haines com a Sewer Man i va comptar amb Elizabeth Rose Morriss i Daniel Cornthwaite com a joves amants.
El musical es va estrenar al Regne Unit al Charing Cross Theatre del 4 de febrer al 16 de març de 2013. La producció va ser dirigida i coreografiada per Gillian Lynne i era protagonitzada per Betty Buckley com Aurelia i Paul Nicholas com Sewerman. Escenografia de Matt Kinley, vestuari d' Ann Hould-Ward, il·luminació de Mike Robertson, direcció musical d'Ian Townsend, so de Mike Walker i orquestracions de Sarah Travis.
La York Theatre Company (Nova York) va presentar el musical del 25 de febrer al 5 de març de 2017, amb Tyne Daly com Aurelia. Daly va actuar anteriorment en una versió per a concerts de Dear World al Valley Performing Arts Center de Los Angeles el 30 de setembre de 2016. El concert va comptar amb Steven Weber com a Sewerman i Vicki Lewis i Bets Malone com a amigues d'Aurelia.

## Argument
Una corporació ha descobert petroli als carrers de París, directament sota un bistro. La comtessa Aurelia (coneguda com La boja de Chaillot) viu al soterrani del bistro, embogida a causa d'un amant perdut i que recorda el seu passat. Quan la corporació decideix volar el bistro per obtenir el petroli, un jove executiu, Julian, ajuda a frustrar el pla perquè s'ha enamorat de Nina, la cambrera del bistro. Aurelia atrau els executius de la corporació a subsol a les clavegueres.

## Cançons

### Orde original
| Acte I - 1. Overture - Orchestra - 2. Opening Scene - Orchestra - 3. "Through the Bottom of the Glass" - Countess Aurelia - 4. "Rain Reprise: Bottom of the Glass" - Countess - 5. Riverbank - Orchestra - 6. "Just a Little Bit More" - President, Prospector, Lawyer - 7. "Reprise: Just a Little Bit More" - President, Prospector, Lawyer - 8. "More" Playoff/Scene Change - Orchestra - 9. Chimes•Concertina Underscore #1 - Orchestra - 10. Drowned Man - Orchestra - 11. Chimes•Concertina Underscore #2 - Orchestra - 12. "Each Tomorrow Morning" - Countess - 13. "First Reprise: Each Tomorrow Morning" - Countess & Chorus - 14. Chimes•Concertina Underscore #3 - Orchestra - 15. "I Don't Want to Know" - Countess - 16. "Second Reprise: Each Tomorrow Morning" - Countess, Julian - 17. "I've Never Said I Love You" - Nina - 18. Flea Market - Orchestra - 19. Sewerman Scherzo - Orchestra - 20. "Pretty Garbage" - Sewerman, Countess, Gabrielle, Constance - 21. "Ugly Garbage" - Sewerman, Constance, Gabrielle - 22. "Ugly Garbage Dance" - Sewerman & Company - 23. "One Person" - Countess & Chorus | Entr'Acte - 24. Entr'Acte - Orchestra Act II - 25. "The Spring of Next Year" - President, Prospector, Lawyer - 26. Stoned Music - Orchestra - 27. "Memory" - Constance - 28. "Pearls" - Countess and Gabrielle - 29. "Dickie" - Gabrielle & Countess - 30. "Voices" - Constance - 31. "Thoughts" - Countess - 32. "Tea Party Trio" - Countess, Constance, Gabrielle - 33. Ber-Ber Underscoring - Orchestra - 34. "And I Was Beautiful" - Countess - 35. "Beautiful" Playoff/Scene Change - Orchestra - 36. "Dear World" - Julian & Company - 37. Descent - "Reprise: The Spring of Next Year" - President, Prospector, Lawyer & Pimps - 38. "Kiss Her Now" - Countess - 39. Finale Ultimo - Countess & Company - 40. Bows - Countess & Full Company - 41. Exit Music - Orchestra |

### Versió revisada
| Act I - "A Sensible Woman" – Aurelia † - "The Spring of Next Year"—The Chairman of The Board, The Prospector and The Corporation - "Each Tomorrow Morning"—Countess Aurelia and All - "I Don't Want to Know"—Countess Aurelia - "Just A Little Bit More"—The Chairman and the Corporation - "I've Never Said I Love You"—Nina - "Just a Little Bit More" (reprise) – The Chairman of the Board and the Corporation † - "Garbage"—The Sewer Man, Countess Aurelia, Gabrielle, Constance and All - "Dear World"—Countess Aurelia, Julian and All | Act II - "Kiss Her Now"—Countess Aurelia - "Memories"—Constance - "Pearls"—Countess Aurelia and Gabrielle - "Dickie"—Gabrielle - "Voices"—Constance - "Thoughts"—Countess Aurelia - "And I Was Beautiful"—Countess Aurelia - "Have a Little Pity on the Rich"—The Sewer Man † - "Each Tomorrow Morning" (Reprise) Julian - "One Person"—Countess Aurelia and All - "Finale"—Company |

† Afegida a les versions de Goodspeed (2000) i Sundance (2002)

## Resposta crítica
L'espectacle va rebre una crítica majoritàriament negativa, amb la crítica aparentment "ofesa personalment" per la venda d'entrades per al problemàtic programa. "Totes les crítiques es van enfonsar amb força al llibret i sobretot a la partitura de Herman. La revista Time incomprensiblement va anomenar les cançons" un zero total "... Martin Gottfried, assenyalant que la trama havia estat tallada en cintes, va trobar que la història era impossible de seguir '".
Walter Kerr va escriure que el musical "és principalment bastant encantador ... l'actriu [Lansbury] ... és entranyable durant tota la nit i en el seu màxim comandament aquí". La seva cançó "I Don't Want to Know" és "una cançó sorpresa per la seva pròpia inesperada passió. L'efecte no sempre funciona per al compositor Jerry Herman ..." Dear World "és atractiu quan es manté a prop de la seva va afegir Good People ... té problemes sempre que es tracta de Bad People ... Els escenaris d'Oliver Smith són perfectes. "
Clive Barnes al New York Times va donar a Lansbury una crítica positiva: "El miracle menor és la senyoreta Lansbury ... cap coneixedor de la comèdia musical no es pot permetre el luxe de perdre's l'actuació de la senyoreta Lansbury. És encantador".
Segons Steven Citron (pàg. 181), "[Sally Ann] Howes i la majoria de crítics creuen ara que amb un llibret reescrit es podria convertir en un musical d'èxit".
A la sitcom de Valerie Harper, Rhoda, al fons a la porta d'entrada del seu segon apartament després de la separació de Joe, hi ha un pòster de Dear World.

## Premis i nominacions

### Producció original de Broadway
| Any  | Premi      | Categoria                | Nominat         | Resultat  |
| ---- | ---------- | ------------------------ | --------------- | --------- |
| 1969 | Premi Tony | Millor Actriu de Musical | Angela Lansbury | Guanyador |
| 1969 | Premi Tony | Millor escenografia      | Oliver Smith    | Nominat   |